# Ettore Scola
Ettore Scola (10. května 1931 Trevico – 19. ledna 2016 Řím) byl italský filmový režisér a scenárista.

## Život
Jako student práv na římské univerzitě La Sapienza si přivydělával kreslením karikatur do novin a psaním rozhlasových skečů pro Alberta Sordiho, od roku 1953 psal filmové scénáře a roku 1964 debutoval jako režisér filmem Když dovolíte, budeme mluvit o ženách. Vynikal v psychologickém žánru, často komediálně odlehčeném, s výraznými společenskokritickými tendencemi; byl členem Italské komunistické strany a ministrem kultury v její stínové vládě.

## Dílo
Patřil k významným představitelům italské kinematografie sedmdesátých a osmdesátých let, k jeho nejúspěšnějším filmům patřily Oškliví, špinaví a zlí (obraz chudinské římské periférie spojující vlivy neorealismu s černým humorem), Zvláštní den (film představuje Mussoliniho režim neobvyklým pohledem dvou outsiderů, udřené ženy v domácnosti a homosexuálního disidenta, v hlavních rolích Sophia Lorenová a Marcello Mastroianni) a Terasa, záznam setkání pětice přátel (Jean-Louis Trintignant, Marcello Mastroianni, Serge Reggiani, Ugo Tognazzi, Vittorio Gassman), které přináší hořké životní bilancování i úvahy o pozici intelektuála v moderní společnosti. Mastroianniho obsadil také do role Giacoma Casanovy v historickém filmu Noc ve Varennes. Značný ohlas získala jeho formálně pozoruhodná adaptace divadelní hry Jean-Claude Penchenata Tančírna: filmová esej o francouzských dějinách, kultuře a národní povaze se odehrává v jediné místnosti a nezazní v ní ani jedno slovo, historické události jsou ztvárněny jako série kostýmovaných tanečních čísel. Scola se podílel také na kolektivních povídkových filmech Thrilling a Nová strašidla, o svém dlouholetém přátelství s Federicem Fellinim natočil dokument Che strano chiamarsi Federico.

## Filmy
- 1964 Když dovolíte, budeme mluvit o ženách
- 1966 Arciďábel
- 1968 Africké dobrodružství
- 1969 Komisař Pepe
- 1970 Drama žárlivosti
- 1971 Permette? Rocco Papaleo
- 1973 Trevico-Torino (viaggio nel Fiat-Nam)
- 1974 C'eravamo tanto amati
- 1976 Dámy a pánové, dobrou noc
- 1976 Škaredí, špinaví a zlí
- 1977 Zvláštní den
- 1980 Terasa
- 1981 Vášeň lásky
- 1982 Noc ve Varennes
- 1983 Tančírna
- 1985 Maccheroni
- 1987 Rodina
- 1989 Kolik je hodin?
- 1989 Kino Splendor
- 1990 Cesta kapitána Fracasse
- 1993 Mario, Maria e Mario
- 1995 Romanzo di un giovane povero
- 1998 Večeře
- 2001 Nekalá soutěž
- 2003 Gente di Roma
- 2013 Che strano chiamarsi Federico

## Ocenění
- Zlatý glóbus za nejlepší cizojazyčný film: Zvláštní den
- Oscar za nejlepší cizojazyčný film: nominace Zvláštní den, Nová strašidla, Tančírna, Rodina
- David di Donatello: nejlepší scénář (Zvláštní den, Noc ve Varennes, Rodina), nejlepší režie (Tančírna, Rodina), cena za celoživotní dílo 2011
- César: nejlepší zahraniční film (C'eravamo tanto amati), nejlepší režie (Tančírna)
- Filmový festival v Cannes: nejlepší režie (Škaredí, špinaví a zlí)
- Berlinale: Stříbrný medvěd (Tančírna)
- Mezinárodní filmový festival v Moskvě: nejlepší film (C'eravamo tanto amati), nejlepší režie (Nekalá soutěž)
- Efebo d'oro: nejlepší zfilmování literární předlohy (Vášeň lásky, Cesta kapitána Fracasse)
- Řád zásluh o Italskou republiku: rytíř velkokříže (2003)
- Medaile za zásluhy o kulturu a umění: 2001[5]